# Stromberg (Bendorf)
Stromberg ist ein Stadtteil der Stadt Bendorf, der zum Westerwald gehört. Neben zahlreichen Trimm- und Wanderwegen verfügt Stromberg über die größte Mehrzweckhalle Bendorfs, die Dieter-Trennheuser-Halle, die nach dem früheren Bendorfer Bürgermeister benannt ist.

## Geschichte
Die ersten urkundlichen Erwähnungen Strombergs datieren aus der ersten Hälfte des 13. Jahrhunderts. Am 6. März 1204 bestätigte Erzbischof Johann von Trier der Pfarrkirche zu Engers verschiedene Besitztümer zu Stromberg („decima in monte stromberg“). Am 12. April 1210 schenkte Erzbischof Johann der Abtei Sayn seine Rechte zu Stromberg. 1228 bestätigte Erzbischof Theoderich von Trier auf Bitten des Grafen Heinrich III. von Sayn der Abtei Sayn ihren Besitz zu Stromberg.
Seit etwa 1441 besaß Stromberg eine Kapelle.
Bis 1803 gehörte Stromberg landesherrlich zum Kurfürstentum Trier. Der Ort war eingepfarrt in die Pfarrei Sayn und gehörte verwaltungsmäßig zum Amt Sayn. Aufgrund des Reichsdeputationshauptschlusses wurde das Amt Sayn und damit auch Stromberg dem Fürstentum Nassau-Weilburg zugesprochen und gehörte von 1806 bis 1866 zum Herzogtum Nassau und war dem Amt Selters zugeordnet. Die übrigen Orte des vorherigen Amtes Sayn kamen 1815 zum Königreich Preußen. Rund fünfzig Jahre verlief zwischen Stromberg und Sayn die Grenze zwischen Preußen und Nassau. 1866 wurde das Herzogtum Nassau aufgelöst, das Gebiet fiel an Preußen. Die Gemeinde Stromberg gehörte nun zur Unterwesterwaldkreis im Regierungsbezirk Wiesbaden in der preußischen Provinz Hessen-Nassau. 1946 wurde Stromberg Teil des damals neu gebildeten Landes Rheinland-Pfalz und des ebenfalls neu geschaffenen Regierungsbezirks Montabaur.
In den Jahren 1832/33 baute die Preußische Regierung westlich des Ortes die Station Nr. 59 der Preußischen optischen Telegraphenlinie, die von Berlin nach Koblenz führte. Die Anhöhe, auf der die Station stand, hat heute den Namen „Telegraphenberg“.
Bis 1974 war Stromberg eine eigenständige Gemeinde. Im Rahmen des „Fünfzehnten Landesgesetzes über die Verwaltungsvereinfachung im Lande Rheinland-Pfalz“ vom 8. Oktober 1973, in Kraft getreten am 16. März 1974, wurde Stromberg aus dem Unterwesterwaldkreis aus- und in den Landkreis Mayen-Koblenz eingegliedert. Gleichzeitig wurde die Gemeinde Stromberg aufgelöst und in die Stadt Bendorf eingemeindet.

## Infrastruktur
Aus dem ehemaligen rein landwirtschaftlichen Ort ist heute ein reines Arbeiterdorf geworden. Die Bewohner gehen ihrem Broterwerb in erster Linie in Bendorf und Höhr-Grenzhausen nach.

## Vereine
In Stromberg gibt es auch einige Vereinigungen, wobei hierbei der Karnevalsverein (GSK Stromberg), der Musikverein und die Sportvereine (Stromberger Tennisclub, FSV Stromberg, Kegelsportverein Stromberg) durch besonders aktives Vereinsleben herausstechen.